# Matteo Sereni
Matteo Sereni (Parma, 11 febbraio 1975) è un ex calciatore italiano, di ruolo portiere.
Durante la sua carriera ha giocato oltre 370 partite tra i professionisti vestendo i colori di Sampdoria, Brescia, Lazio e Torino. Ha vinto due edizioni della Coppa Italia (1994 con la Sampdoria e 2004 con la Lazio) e i Giochi del Mediterraneo 1997 con l'Italia Under-23.

## Biografia
È figlio di Giorgio Sereni, allenatore negli anni '70 e '80.

## Caratteristiche tecniche
Abile nell'opporsi ai calci di rigore, secondo un parere di Pietro Battara aveva caratteristiche fisiche simili a quelle di Angelo Peruzzi, mentre dal punto di vista tecnico era più vicino a Gianluca Pagliuca.

## Carriera

### Club

#### Sampdoria e vari prestiti
Sereni ha giocato nelle file della Sampdoria dal 1993 fino all'anno seguente, per poi essere ceduto in prestito per una stagione al Crevalcore, dove non è mai sceso in campo. Tornato alla Samp, ha esordito in Serie A a 20 anni, nel 1995: nel campionato 1995-1996 è stato il terzo portiere dietro Walter Zenga e Angelo Pagotto, mentre nella stagione successiva è stato la riserva di Fabrizio Ferron.
Dal 1997 al 1999 ha giocato in prestito in Serie A in altre due squadre: Piacenza ed Empoli. Nel 1999, a 25 anni, Sereni è tornato a giocare a Genova, questa volta da titolare, in Serie B.

#### Ipswich, Brescia, Lazio, Treviso
Nel 2001 è stato ceduto per motivi di bilancio agli inglesi dell'Ipswich Town, con cui ha giocato in Coppa UEFA, retrocedendo, però, a fine stagione.
Nel 2002 è tornato a giocare in serie A, al Brescia, con cui ha disputato la stagione 2002-2003. L'anno successivo è stato acquistato dalla Lazio. Nell'esperienza laziale, alle spalle di Angelo Peruzzi, dopo alcune prestazioni poco convincenti è scivolato indietro nelle gerarchie dei portieri, disputando un massimo di 20 partite nella stagione 2004-2005. Nella stagione 2005-2006 il rapporto con la Lazio si è deteriorato definitivamente, a causa della scelta di Delio Rossi di puntare su Peruzzi come titolare e per motivi contrattuali. Nel gennaio 2006 si è trasferito in prestito al Treviso, dove ha disputato poche partite nel campionato concluso dai veneti all'ultimo posto in Serie A. Ritornato alla Lazio, è stato messo fuori rosa dalla squadra biancoceleste.

#### Torino e ritorno al Brescia
Nel 2007 si è trasferito a parametro zero al Torino. In maglia granata ha ritrovato il posto da titolare, risultando uno dei migliori portieri della stagione 2007-2008 e diventando un beniamino dei tifosi. Nella partita Torino-Siena del 23 settembre 2007 riuscì a neutralizzare due rigori all'attaccante Massimo Maccarone, anche se quest'ultimo poi realizzò lo stesso un gol sfruttando la ribattuta del secondo penalty. Rimase al Torino anche nelle due stagioni successive, una in Serie A e una in Serie B, senza poter evitare la retrocessione il primo anno e mancando la promozione ai playoff il secondo.
Il 5 luglio 2010 ha cambiato maglia, firmando un biennale con opzione per il terzo anno con il neopromosso Brescia, squadra nella quale aveva già militato in prestito nella stagione 2002-2003. Il 19 maggio 2011, con un comunicato apparso sul suo sito ufficiale, il Brescia comunicò la separazione consensuale con il portiere.
In carriera ha totalizzato complessivamente 216 presenze in Serie A e 110 in Serie B.

### Nazionale
Ha fatto parte della rappresentativa azzurra nei Giochi del Mediterraneo 1997, come riserva di Gianluigi Buffon, a cui è subentrato nel corso della finale vinta per 5-1 sulla Turchia. Conta anche 3 presenze nella Nazionale Under 21, tra il 1995 e il 1997.

## Dopo il ritiro
Dopo la sua seconda esperienza al Brescia ha lasciato il calcio per motivazioni legate al divorzio dalla moglie Silvia Cantoro e al conseguente affidamento dei figli. La ex moglie lo ha accusato di abusi sui figli. Il 30 giugno 2015 il Tribunale di Tempio Pausania lo ha condannato in primo grado a 3 anni e sei mesi di reclusione al termine del processo con rito abbreviato. Gli è stata revocata inoltre la potestà genitoriale. Il 13 luglio 2017 la Corte di Appello di Sassari ha disposto l'annullamento della sentenza di primo grado e la restituzione della completa potestà sui figli. Nel dicembre 2019 il gip di Torino ha archiviato il caso. Il 4 marzo 2021 anche Tribunale di Cagliari ha archiviato l’inchiesta a suo carico per i presunti abusi nei confronti dei figli.

## Statistiche

### Presenze e reti nei club
| Stagione         | Squadra          | Campionato       | Campionato | Campionato | Coppe nazionali | Coppe nazionali | Coppe nazionali | Coppe continentali | Coppe continentali | Coppe continentali | Altre coppe | Altre coppe | Altre coppe | Totale | Totale |
| Stagione         | Squadra          | Comp             | Pres       | Reti       | Comp            | Pres            | Reti            | Comp               | Pres               | Reti               | Comp        | Pres        | Reti        | Pres   | Reti   |
| ---------------- | ---------------- | ---------------- | ---------- | ---------- | --------------- | --------------- | --------------- | ------------------ | ------------------ | ------------------ | ----------- | ----------- | ----------- | ------ | ------ |
| 1993-1994        | Sampdoria        | A                | 0          | 0          | CI              | 0               | 0               | -                  | -                  | -                  | -           | -           | -           | 0      | 0      |
| 1994-1995        | Crevalcore       | C1               | 0          | 0          | CI-SC           | 0               | 0               | -                  | -                  | -                  | -           | -           | -           | 0      | 0      |
| 1995-1996        | Sampdoria        | A                | 4          | -8         | CI              | 0               | 0               | -                  | -                  | -                  | -           | -           | -           | 4      | -8     |
| 1996-1997        | Sampdoria        | A                | 6          | -7         | CI              | 0               | 0               | -                  | -                  | -                  | -           | -           | -           | 6      | -7     |
| 1997-1998        | Piacenza         | A                | 34         | -38        | CI              | 1               | -3              | -                  | -                  | -                  | -           | -           | -           | 35     | -41    |
| 1998-1999        | Empoli           | A                | 30         | -57        | CI              | 0               | 0               | -                  | -                  | -                  | -           | -           | -           | 30     | -57    |
| 1999-2000        | Sampdoria        | B                | 37         | -38        | CI              | 0               | 0               | -                  | -                  | -                  | -           | -           | -           | 37     | -38    |
| 2000-2001        | Sampdoria        | B                | 38         | -38        | CI              | 0               | 0               | -                  | -                  | -                  | -           | -           | -           | 38     | -38    |
| Totale Sampdoria | Totale Sampdoria | Totale Sampdoria | 85         | -91        |                 | -               | -               |                    | -                  | -                  |             | -           | -           | 85     | -91    |
| 2001-2002        | Ipswich          | PL               | 25         | -37        | FACup+CdL       | 0               | 0               | CU                 | 6                  | -7                 | -           | -           | -           | 31     | -44    |
| 2002-2003        | Brescia          | A                | 26         | -23        | CI              | 0               | 0               | -                  | -                  | -                  | -           | -           | -           | 26     | -23    |
| 2003-2004        | Lazio            | A                | 7          | -10        | CI              | 8               | -4              | UCL                | 1                  | -4                 | -           | -           | -           | 12     | -18    |
| 2004-2005        | Lazio            | A                | 20         | -21        | CI              | 0               | 0               | CU                 | 4                  | -3                 | SI          | 0           | 0           | 24     | -24    |
| 2005-gen. 2006   | Lazio            | A                | 2          | -2         | CI              | 0               | 0               | Int                | 4                  | -5                 | -           | -           | -           | 6      | -7     |
| gen.-giu. 2006   | Treviso          | A                | 7          | -12        | CI              | 0               | 0               | -                  | -                  | -                  | -           | -           | -           | 7      | -12    |
| 2006-2007        | Lazio            | A                | 0          | 0          | CI              | 0               | 0               | -                  | -                  | -                  | -           | -           | -           | 0      | 0      |
| Totale Lazio     | Totale Lazio     | Totale Lazio     | 31         | -35        |                 | 2               | -2              |                    | 9                  | -12                |             | -           | -           | 42     | -49    |
| 2007-2008        | Torino           | A                | 32         | -37        | CI              | 1               | -4              | -                  | -                  | -                  | -           | -           | -           | 33     | -41    |
| 2008-2009        | Torino           | A                | 31         | -53        | CI              | 1               | -1              | -                  | -                  | -                  | -           | -           | -           | 32     | -54    |
| 2009-2010        | Torino           | B                | 35         | -29        | CI              | 2               | -2              | -                  | -                  | -                  | -           | -           | -           | 37     | -31    |
| Totale Torino    | Totale Torino    | Totale Torino    | 98         | -119       |                 | 4               | -7              |                    | -                  | -                  |             | -           | -           | 102    | -126   |
| 2010-2011        | Brescia          | A                | 15         | -22        | CI              | 0               | 0               | -                  | -                  | -                  | -           | -           | -           | 15     | -22    |
| Totale Brescia   | Totale Brescia   | Totale Brescia   | 41         | -45        |                 | -               | -               |                    | -                  | -                  |             | -           | -           | 41     | -45    |
| Totale carriera  | Totale carriera  | Totale carriera  | 351        | -434       |                 | 7               | -12             |                    | 15                 | -19                |             | -           | -           | 373    | -465   |

## Palmarès

### Club

#### Competizioni nazionali
- Coppa Italia: 2

Sampdoria: 1993-1994
Lazio: 2003-2004

### Nazionale
- Giochi del Mediterraneo:1

Bari 1997